# Sân bay John Wayne
Sân bay John Wayne (mã sân bay IATA: SNA, mã sân bay ICAO: KSNA, LID FAA: SNA) là một sân bay trong một khu vực chưa hợp nhất tại quận Cam, với địa chỉ gửi thư của mình ở thành phố Santa Ana, tiểu bang California, Hoa Kỳ. Lối vào chính đến sân bay đại lộ MacArthur ở Irvine, thành phố tiếp giáp với sân bay từ phía bắc và phía đông. New Port Beach và Costa Mesa tạo thành ranh giới phía tây và nam một cách tương ứng, cùng với một khu vực chưa hợp nhất nhỏ dọc theo Coronoa del Mar (73) Freeway. Santa Ana nằm ở phía bắc, không thực trực tiếp giáp sân bay này. Tên ban đầu là Sân bay quận Cam, Ban Giám Sát quận hạt đổi tên thành nó trong năm 1979 để tôn vinh nam diễn viên John Wayne, người cư trú ở Newport Beach và đã qua đời năm đó. Nó cũng trở thành sân bay đầu tiên được đặt theo tên của một nghệ sĩ.
Đường băng chính dài 5.701 feet (1738 m), là một trong những đường băng ngắn nhất của bất kỳ sân bay lớn tại Hoa Kỳ, kết quả trong điều hành hầu hết các máy bay chở khách từ sân bay đến không lớn hơn máy bay Boeing 757. Tuy nhiên, một số máy bay chở hàng lớn hơn, chẳng hạn như FedEx A310/300, bay từ SNA. Một số cửa được xây dựng để phục vụ các máy bay lên đến kích thước như Boeing 767, có thể hoạt động với những hạn chế tải trọng tải / nhiên liệu. Không có máy bay thân rộng chở khách hiện đang lên kế hoạch dịch vụ tại sân bay này.

## Hãng hàng không và tuyến bay

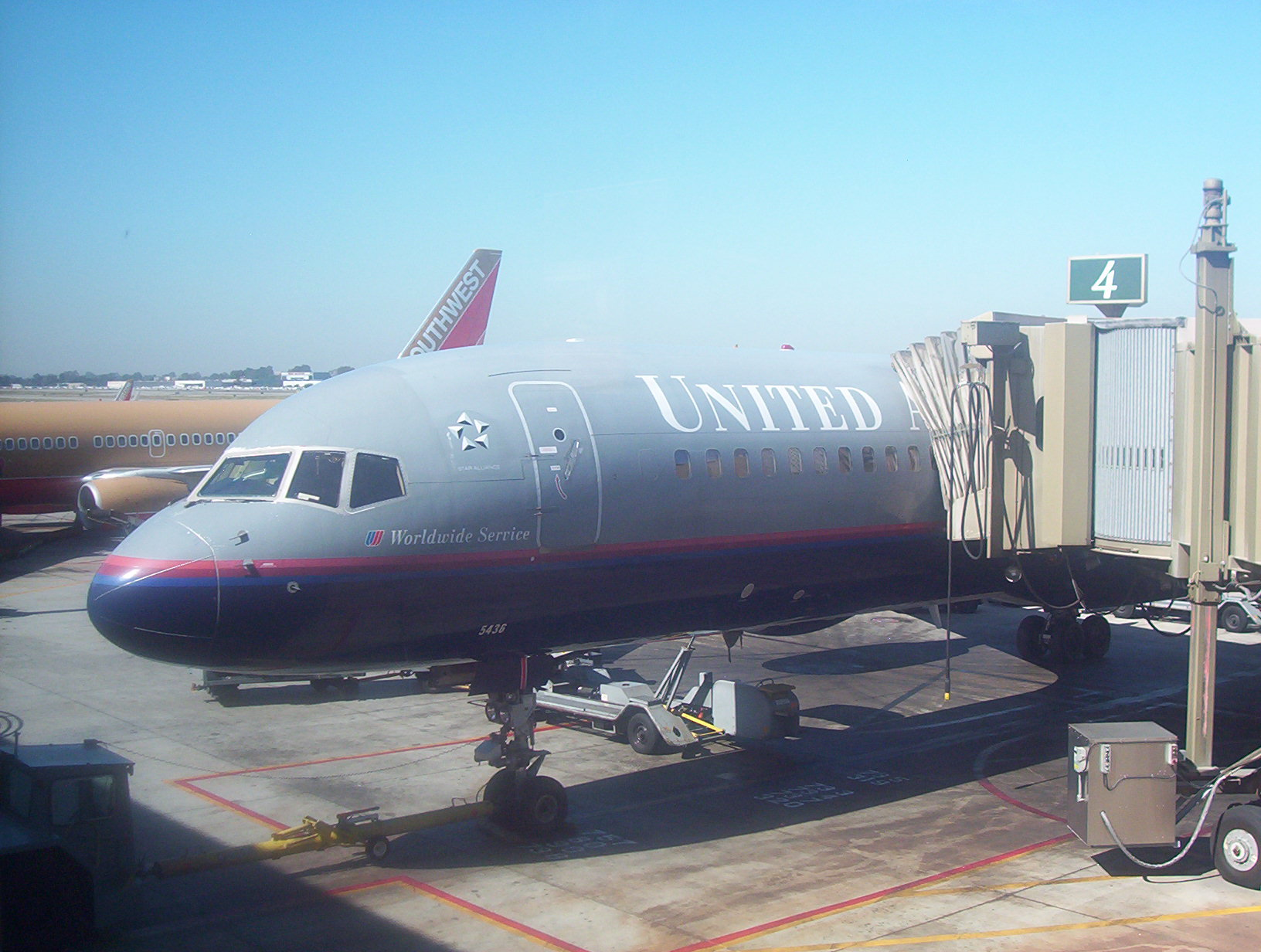
Máy bay Boeing 757 của United Airlines tại sân bay John Wayne tháng 3 năm 2007

| Hãng hàng không                               | Các điểm đến                                                                                  | Terminal |
| --------------------------------------------- | --------------------------------------------------------------------------------------------- | -------- |
| Alaska Airlines                               | Portland (OR), Seattle/Tacoma                                                                 | A        |
| American Airlines                             | Chicago-O'Hare, Dallas/Fort Worth                                                             | A        |
| Continental Airlines                          | Houston-Intercontinental, Newark Seasonal: Honolulu, Kahului                                  | A        |
| Delta Air Lines                               | Atlanta, Minneapolis/St. Paul, Salt Lake City                                                 | A        |
| Delta Connection operated by SkyWest Airlines | Salt Lake City                                                                                | A        |
| Frontier Airlines                             | Denver                                                                                        | B        |
| Southwest Airlines                            | Chicago-Midway, Denver, Las Vegas, Oakland, Phoenix, Sacramento, San Francisco, San Jose (CA) | B        |
| United Airlines                               | Chicago-O'Hare, Denver, San Francisco                                                         | B        |
| United Express operated by SkyWest Airlines   | San Francisco, Denver                                                                         | B        |
| US Airways                                    | Phoenix                                                                                       | B        |
| US Airways Express vận hành bởi Mesa Airlines | Phoenix                                                                                       | B        |
| WestJet                                       | Calgary, Vancouver                                                                            | A        |

### Các tuyến bay chính
| Hạng | Thành phố                 | Số lượt khách | Hãng                        |
| ---- | ------------------------- | ------------- | --------------------------- |
| 1    | Phoenix, Arizona          | 499.000       | Southwest, US Airways       |
| 2    | Dallas/Fort Worth, Texas  | 439.000       | American                    |
| 3    | Denver, Colorado          | 426,000       | Frontier, Southwest, United |
| 4    | San Francisco, California | 460.000       | Southwest, United           |
| 5    | Seattle, Washington       | 435.000       | Alaska                      |
| 6    | Chicago, Illinois (ORD)   | 405.000       | American, United            |
| 7    | San Jose, California      | 354.000       | Southwest                   |
| 8    | Oakland, California       | 300.000       | Southwest                   |
| 9    | Sacramento, CA            | 226.000       | Southwest                   |
| 10   | Las Vegas, NV             | 223.000       | Southwest                   |